# Republiken Ambrosien
Republiken Ambrosien var en kortlivad republik under åren 1447 till 1450. Republiken bildades av medlemmar från Universitetet i Pavia med hjälp av folkligt stöd. Tack vare Francesco I Sforza höll man ute Republiken Venedig utanför landets gränser, men efter ett förräderi tog Sforza makten över Milano, och avskaffade republiken.

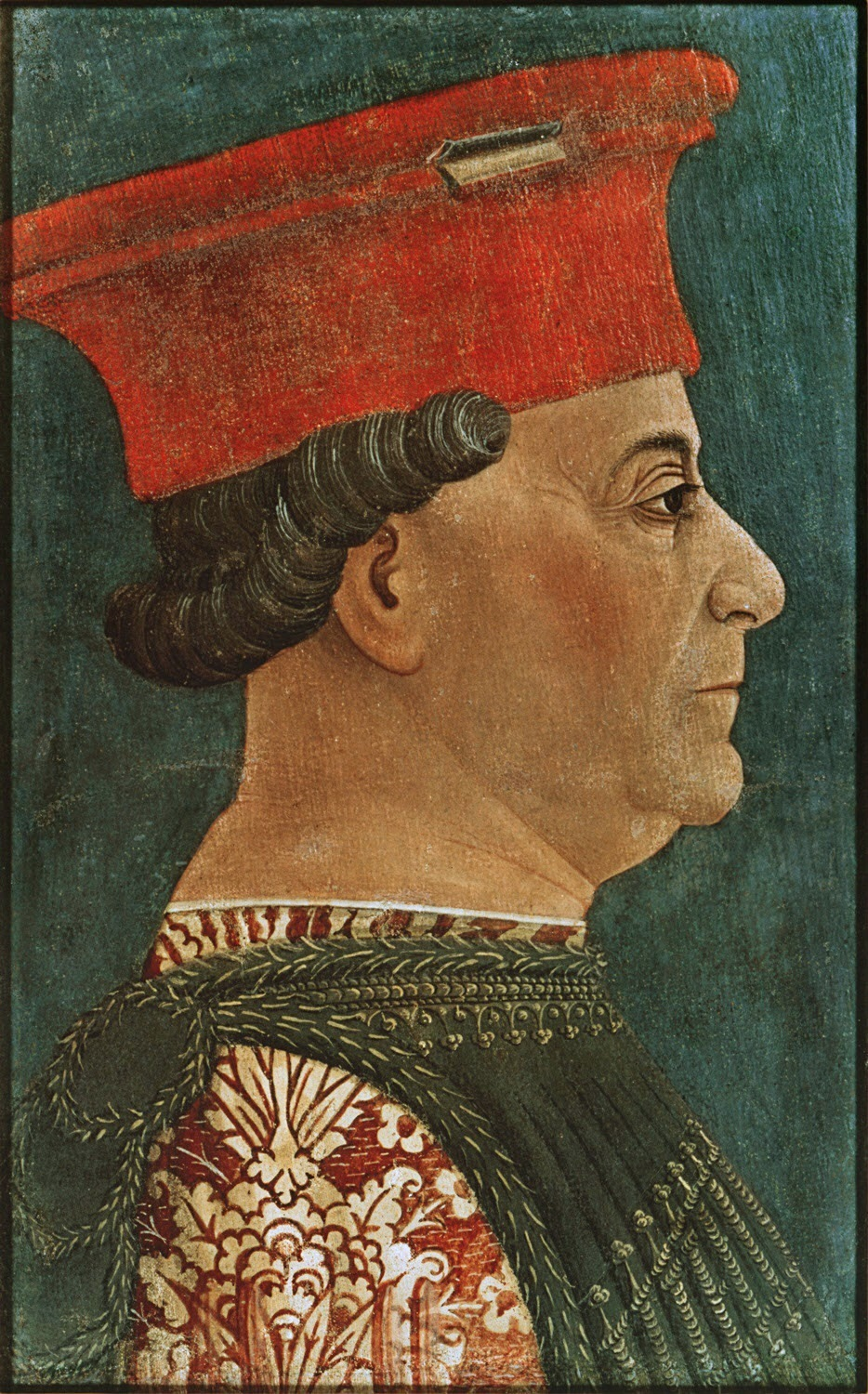
Francesco Sforza.